# بيرل موروني
بيرل موروني (من مواليد 15 أكتوبر 1997) هي لاعبة كرة قدم فرنسية محترفة تلعب في مركز الدفاع لنادي الدرجة الأولى ليون ومنتخب فرنسا للسيدات.

## مسيرتها الكروية

### دوليا

#### المنتخب الأول
شاركت موروني مع منتخب فرنسا لأول مرة في 8 مارس 2020 في فوز فرنسا على البرازيل، بنتيجة 1–0. وسجلت هدفها الأول في 1 ديسمبر 2020 ضد كازاخستان. في المباراة التي انتهت لصالح المنتخب الفرنسي بنتيجة 12–0 في تصفيات بطولة أمم أوروبا للسيدات 2022.

## الحياة الشخصية
وُلدت موروني في فرنسا وهي من أصل إيفواري.

## الإحصائيات

### النادي
اعتبارًا من 4 يونيو 2021
| النادي           | الموسم        | الدوري | الدوري  | الكأس  | الكأس   | قاريا  | قاريا   | أخرى   | أخرى    | المجموع | المجموع |
| النادي           | الموسم        | الظهور | الأهداف | الظهور | الأهداف | الظهور | الأهداف | الظهور | الأهداف | الظهور  | الأهداف |
| ---------------- | ------------- | ------ | ------- | ------ | ------- | ------ | ------- | ------ | ------- | ------- | ------- |
| باريس سان جيرمان | 2014–15       | 3      | 0       | 0      | 0       | 0      | 0       | —      | —       | 3       | 0       |
| باريس سان جيرمان | 2015–16       | 7      | 2       | 1      | 0       | 4      | 0       | —      | —       | 12      | 2       |
| باريس سان جيرمان | 2016–17       | 13     | 1       | 4      | 1       | 3      | 0       | —      | —       | 20      | 2       |
| باريس سان جيرمان | 2017–18       | 1      | 0       | 0      | 0       | —      | —       | —      | —       | 1       | 0       |
| باريس سان جيرمان | 2018–19       | 18     | 0       | 2      | 0       | 3      | 0       | —      | —       | 23      | 0       |
| باريس سان جيرمان | 2019–20       | 12     | 0       | 4      | 0       | 4      | 0       | 1      | 0       | 21      | 0       |
| باريس سان جيرمان | 2020–21       | 17     | 1       | 1      | 0       | 6      | 0       | —      | —       | 24      | 1       |
| المجموع          | المجموع       | 71     | 4       | 12     | 1       | 20     | 0       | 1      | 0       | 104     | 5       |
| برشلونة (إعارة)  | 2017–18       | 4      | 0       | 0      | 0       | 1      | 0       | —      | —       | 5       | 0       |
| المجموع الكلي    | المجموع الكلي | 75     | 4       | 12     | 1       | 21     | 0       | 1      | 0       | 109     | 5       |

1. ↑  المباريات في كأس الأبطال الفرنسي للسيدات

### دوليا
اعتبارا من 30 نوفمبر 2021
| المنتخب الوطني | السنة   | الظهور | الأهداف |
| -------------- | ------- | ------ | ------- |
| فرنسا          | 2020    | 5      | 1       |
| فرنسا          | 2021    | 6      | 1       |
| المجموع        | المجموع | 11     | 2       |

#### الأهداف الدولية
| #. | التاريخ        | المكان                           | الخصم     | الهدف | النتيجة | المسابقة                             | مراجع |
| -- | -------------- | -------------------------------- | --------- | ----- | ------- | ------------------------------------ | ----- |
| 1. | 1 ديسمبر 2020  | ملعب لا رابين، فان، فرنسا        | كازاخستان | 10–0  | 12–0    | تصفيات بطولة أمم أوروبا للسيدات 2022 | [ 8 ] |
| 2. | 20 فبراير 2021 | ملعب سانت سيمفوريان، ميتز، فرنسا | سويسرا    | 2–0   | 2–0     | مباراة ودية                          | [ 9 ] |

## الإنجازات

### النادي
باريس سان جيرمان
- الدوري الفرنسي للسيدات: 2020–21[10]
- كأس فرنسا للسيدات: 2017–18
- دوري أبطال أوروبا للسيدات: 2014–15، 2016–17

ليون
- دوري أبطال أوروبا للسيدات: 2021–22
- الدوري الفرنسي للسيدات: 2021–22

### دوليا
- بطولة أوروبا للسيدات تحت 19 سنة: 2016